# Milan Hrala
Milan Hrala (13. května 1931 Humpolec – 13. července 2015 Česká Třebová) byl český vysokoškolský pedagog, rusista, překladatel z ruštiny a profesor ruské literatury.

## Kariéra v oboru
Milan Hrala v roce 1950 maturitní zkouškou ukončil studium na gymnáziu v Humpolci. Pokračoval studiem oborů ruština a čeština na Filozofické fakultě Univerzity Karlovy. Studium ukončil v roce 1955 a v tomtéž roce zahájil své pedagogické působení na stejné fakultě – nejprve jako lektor jazyků a asistent Slovanského semináře (1955–1958), pak jako odborný asistent na katedře rusistiky (1958–1966), jako docent ruské literatury (1966–1983) na katedře rusistiky a na katedře tlumočnictví a překladatelství a od roku 1983 jako profesor dějin ruské a sovětské literatury na katedře tlumočnictví a překladatelství (později Ústavu translatologie). Překládal především odbornou literaturu.

## Teorie překladu
K teorii překladu přispěl např. publikacemi Současnost uměleckého překladu (Praha: Československý spisovatel, 1987. 74 S.), Kapitoly z dějin českého překladu (Praha: Karolinum, 2002. 272 S.).

## Publikované překlady
- Strelnikov, Boris Georgijevič: Amerika zleva i zprava, 1972
- Východiska a cíle. Metodologické problémy sovětské literární vědy, výbor studií, 1974
- Solovjev, Leonid Vasiljevič: Nasreddinova dobrodružství, 1975
- Nikolskij, Sergej Vasiljevič: Fantastika a satira v díle Karla Čapka, 1978